# Tobin Bell
Tobin Bell (født Joseph H. Tobin, Jr.; 7. august 1942 i Queens, New York) er en amerikansk skuespiller på TV og film.

## Filmografi
| År   | Titel                                   | Rolle                   | Noter           |
| ---- | --------------------------------------- | ----------------------- | --------------- |
| 1982 | Tootsie                                 | Waiter                  | uncredited      |
| 1982 | The Verdict                             | Courtroom Observer      | uncredited      |
| 1988 | Mississippi Burning                     | Agent Stokes            |                 |
| 1989 | An Innocent Man                         | Zeke                    |                 |
| 1990 | False Identity                          | Marshall Errickson      |                 |
| 1990 | Loose Cannons                           | Gerber                  |                 |
| 1990 | Goodfellas                              | Parole Officer          |                 |
| 1992 | Ruby                                    | David Ferrie            |                 |
| 1993 | Boiling Point                           | Roth                    |                 |
| 1993 | The Firm                                | The Nordic Man          |                 |
| 1993 | In the Line of Fire                     | Mendoza                 |                 |
| 1993 | Malice                                  | Earl Leemus             |                 |
| 1995 | Serial Killer                           | William Lucian Morrano  | Direct-to-video |
| 1995 | The Quick and the Dead                  | Dog Kelly               |                 |
| 1996 | Cheyenne                                | Marshal Toynbee         |                 |
| 1998 | Brown's Requiem                         | Stan the Man            |                 |
| 1998 | Overnight Delivery                      | John Dwayne Beezly      |                 |
| 1998 | Best of the Best 4: Without Warning     | Lukast Slava            |                 |
| 1999 | The 4th Floor                           | The Locksmith           |                 |
| 2000 | The Road to El Dorado                   | Zaragoza                | Voice           |
| 2001 | Good Neighbor                           | Geoffrey Martin         |                 |
| 2002 | Power Play                              | Clemens                 |                 |
| 2002 | Black Mask 2: City of Masks             | Moloch                  |                 |
| 2004 | Saw                                     | John Kramer/Jigsaw      |                 |
| 2005 | Saw II                                  | John Kramer/Jigsaw      |                 |
| 2006 | Saw III                                 | John Kramer/Jigsaw      |                 |
| 2007 | Buried Alive                            | Lester                  |                 |
| 2007 | Decoys 2: Alien Seduction               | Professor Erwin Buckton | Direct-to-video |
| 2007 | The Haunting Hour: Don't Think About It | The Stranger            | Direct-to-video |
| 2007 | Boogeyman 2                             | Dr. Mitchell Allen      | Supporting role |
| 2007 | Saw IV                                  | John Kramer/Jigsaw      |                 |
| 2008 | Saw V                                   | John Kramer/Jigsaw      |                 |
| 2009 | Saw VI                                  | John Kramer/Jigsaw      |                 |
| 2010 | Saw 3D                                  | John Kramer/Jigsaw      |                 |

| År   | Titel                                                | Rolle                    | Noter |
| ---- | ---------------------------------------------------- | ------------------------ | --- |
| 1988 | The Equalizer                                        |                          | Episode: "The Day of the Covenant"                                                                                            |
| 1989 | Perfect Witness                                      | Dillon                   | Television film |
| 1990 | Alien Nation                                         | Brian Knox               | Episode: "Crossing the Line"                                                                                                  |
| 1990 | Jake and the Fatman                                  | Vic                      | Episode: "More Than You Know"                                                                                                 |
| 1990 | Broken Badges                                        | Martin Valentine         | Episode: "Pilot" |
| 1991 | Love, Lies and Murder                                | Al Stutz                 | Television film |
| 1991 | The 100 Lives of Black Jack Savage                   |                          | Television film |
| 1991 | Disney Presents The 100 Lives of Black Jack Savage   | Tony Gianini             | Episode: "Pilot" |
| 1991 | Vendetta: Secrets of a Mafia Bride                   | Barman                   | Television film |
| 1992 | Mann & Machine                                       | Richards                 | Episode: "No Pain, No Gain"                                                                                                   |
| 1992 | Calendar Girl, Cop, Killer? The Bambi Bembenek Story |                          | Television film |
| 1992 | Silk Stalkings                                       | Emil Rossler             | Episode: "Hot Rocks" |
| 1993 | Seinfeld                                             | Jack                     | Episode: "The Old Man" |
| 1993 | Sex, Love, and Cold Hard Cash                        | Mansfield                | Television film |
| 1993 | NYPD Blue                                            | Donald Selness           | Episodes: "Personal Foul" "He's Not Guilty, He's My Brother"                                                                  |
| 1994 | Deep Red                                             | Warren Rickman           | Television film |
| 1994 | Dead Man's Revenge                                   | Bullock                  | Television film |
| 1994 | ER                                                   | Hospital Administrator   | Episode: "Day One" |
| 1994 | Mortal Fear                                          | Dr. Alvin Hayes          | Television film |
| 1994 | New Eden                                             | Ares                     | Television film |
| 1995 | Under Suspicion                                      | Ron O'Keefe              | Episode: "A Haunting Case" |
| 1996 | The Babysitter's Seduction                           | Det. Frank O'Keefe       | Television film |
| 1996 | The Lazarus Man                                      |                          | Episode: "Among the Dead" |
| 1996 | Murder One                                           | Jerry Albanese           | Episode: "Chapter Twenty-Two"                                                                                                 |
| 1996 | Unabomber: The True Story                            | Theodore Kaczynski       | Television film |
| 1996 | Chicago Hope                                         | Luther Evans             | Episode: "A Time to Kill" |
| 1997 | La Femme Nikita                                      | Perry Bauer              | Episode: "Love" |
| 1997 | Nash Bridges                                         | William Boyd             | Episode: "Payback" |
| 1998 | Stargate SG-1                                        | Omoc                     | Episode: "Enigma" |
| 1998 | One Hot Summer Night                                 | Vincent "Coupe" De Ville | Television film |
| 1998 | Walker, Texas Ranger                                 | Karl Storm               | Episodes: "The Wedding: Part 1" "The Wedding: Part 2"                                                                         |
| 1998 | Vengeance Unlimited                                  | Teddy Hix                | Episode: "Bitter End" |
| 1999 | Strange World                                        | Owen Sassen              | Episode: "Eliza" |
| 1999 | The Pretender                                        | Mr. White                | Episode: "The World's Changing"                                                                                               |
| 2000 | The X-Files                                          | Ashman                   | Episode: "Brand X" |
| 2000 | Harsh Realm                                          | Slater                   | Episode: "Reunion" |
| 2001 | Once and Again                                       | Man in Suit              | Episode: "Aaron's Getting Better"                                                                                             |
| 2001 | The Sopranos                                         | Maj. Carl Zwingli        | Episode: "Army of One" |
| 2001 | The Guardian                                         |                          | Episode: "The Funnies" |
| 2001 | Alias                                                | SD-6 Agent Karl Dreyer   | Episodes: "Time Will Tell" "Mea Culpa                                                                                         |
| 2002 | Charmed                                              | Orin                     | Episode: "The Eyes Have It"                                                                                                   |
| 2002 | The West Wing                                        | Colonel Whitcomb         | Episode: "Process Stories" |
| 2003 | 24 Timer                                             | Peter Kingsley           | Episodes: "Day 2: 2:00 a.m.-3:00 a.m." "Day 2: 3:00 a.m.-4:00 a.m." "Day 2: 6:00 a.m.-7:00 a.m." "Day 2: 7:00 a.m.-8:00 a.m." |
| 2004 | Revelations                                          | Nathan Volk              | 5 episodes |
| 2007 | The Kill Point                                       | Alan Beck                | 6 episodes |

## Awards
| År   | Award                        | Kategori                         | Film       | Resultat  |
| ---- | ---------------------------- | -------------------------------- | ---------- | --------- |
| 2006 | Fuse/Fangoria Chainsaw Award | Best Villain                     | Saw II     | Vandt     |
| 2006 | MTV Movie Award              | MTV Movie Award for Best Villain | Saw II     | nomineret |
| 2006 | Scream Award                 | Scream Award for Best Villain    | Saw II     | nomineret |
| 2007 | MTV Movie Award              | MTV Movie Award for Best Villain | Saw III    | nomineret |
| 2007 | Scream Award                 | Scream Award for Best Villain    | Saw III    | nomineret |
| 2008 | Scream Award                 | Scream Award for Best Villain    | Saw IV     | nomineret |
| 2009 | Chiller-Eyegore Award        | Best Villain in a Series Award   | Saw series | Vandt     |